# Stade Massène Sène
Le Stade Massène Sène est un stade omnisports sénégalais servant principalement pour le football. Il est situé dans la ville de Fatick.
Le stade est doté d'une capacité de 2500 places. Il est l'enceinte des clubs de football Jamono Fatick et Guelwaars Fatick.

## Histoire
Le stade Massène Sène de Fatick est un stade omnisports inauguré le 4 août 2013 par le chef de l'état Macky Sall. 
Sept ans après son inauguration, le stade connais un programme de rénovation avec l'érection de deuxième tribune le 11 novembre 2020, lancé par le ministre des sports Matar Ba.